# Đảo Nipisat
Đảo Nipisat (Kalaallisut: "Cá vây tròn", đề cập đến hình dáng của hòn đảo) là một hòn đảo nhỏ không có người ở thuộc khu tự quản Qeqqata, giữa Tây Greenland.

## Địa lý
Đảo Nipisat nằm cách 15 km (9,3 mi) về phía nam của Sisimiut, trên bờ của eo biển Davis. Nó thuộc về nhóm các hòn đảo nhỏ và đá ngầm nằm ở cửa vịnh Ikertooq, ngay phía tây của đảo Sarfannguit. Thạch thảo, bạch dương lùn, Liễu Bắc Cực, địa y là các loài chiếm ưu thế tại đây.

## Lịch sử
Vào thế kỷ 18, người Đan Mạch và Na Uy đến Nipisat. Năm 1723, Hans Egede đã tìm thấy những người bản địa săn bắn những con cá voi lớn ở Nipisat và người Đan Mạch đã thành lập khu định cư đầu tiên, một trạm buôn bán ở đây. Hai năm sau, một nhà thờ truyền giáo nhỏ được thành lập trên đảo, nhưng nó đã bị bỏ rơi vào năm sau đó, và rồi bị thiêu rụi bởi những thợ săn cá voi tới từ Hà Lan. Năm 1727, một người Na Uy có tên Ditlev Vibe và Đức Giám mục Deichmann của Christiania đề xuất với Vua Đan Mạch tái lập một trạm thương mại tại Nipisat và thành lập một trạm săn cá voi. Năm 1728, Frederick I của Đan Mạch ra lệnh cho xây dựng một pháo đài tại Nipisat, nhưng hai năm sau, ông đã ra lệnh từ bỏ và sơ tán. Vào ngày 30 tháng 6 năm 2018, nó đã trở thành một phần của Di sản thế giới được UNESCO công nhận.

## Khảo cổ học
Hòn đảo nổi tiếng với địa điểm khảo cổ học của văn hóa Saqqaq được bảo tồn tốt, có chứa những hiện vật bằng đá của nền văn hóa này chưa từng được biết đến. Những người Saqqaq không phải là tổ tiên của những người Kalaallit hiện đại nhưng họ có mối liên hệ với người Chukchi và Koryak. Địa điểm khảo cổ được đặt theo tên hòn đảo này được phát hiện vào năm 1989 bởi Finn Kramer, người phụ trách Bảo tàng Sisimiut. Nó nằm cách bờ biển khoảng 50 m (160 ft) trên bãi biển có độ dốc về phía đông nam. Độ cao của khu vực nằm trong khoảng từ 9 m (30 ft) đến 13 m (43 ft) so với mực nước biển trung bình. Địa điểm khảo cổ này không có chứa dấu vết về sự chiếm đóng của văn hóa Dorset hay văn hóa Thule sau này. Tuy nhiên nó lại có những dấu vết của thời kỳ văn hóa tiền Dorset. Trong giai đoạn năm 1989-1994, hơn 70.000 mảnh xương và khoảng 1.000 hiện vật đã được tìm thấy, trong đó có 314 công cụ.